# Щелкова, Лидия Ивановна
Лидия Ивановна Щелкова (род. 22 июня 1925 года) — рабочая Одесского опытно-экспериментального консервного завода имени Ленина Министерства пищевой промышленности Украинской ССР. Герой Социалистического Труда (1971).
Досрочно выполнила личные социалистические обязательства и плановые производственные задания Восьмой пятилетки (1965—1970). Указом Президиума Верховного Совета СССР (неопубликованным) от 26 апреля 1971 года «за выдающиеся успехи, достигнутые в выполнении заданий пятилетнего плана по развитию пищевой промышленности» удостоена звания Героя Социалистического Труда с вручением ордена Ленина и золотой медали Серп и Молот.